# Jarki
Jarki (in russo Ярки?) è un'isola situata nella parte settentrionale del lago Bajkal, a est della cittadina di Nižneangarsk, in Russia. Amministrativamente appartiene al Severo-Bajkal'skij rajon della Repubblica di Buriazia, nel Circondario federale dell'Estremo Oriente.

## Geografia
L'isola è un cordone litorale lungo 11 km e largo da 20 a 100 m che si estende da nord-ovest a sud-est e separa il delta dei fiumi Verchnjaja Angara e Kičera, a nord, dalle acque del lago Baikal, a sud, formando una laguna poco profonda. L'insenatura si chiama Angarskij sor (Анга́рский сор). La superficie di Jarki è di 1,8 km². Prima della costruzione della diga e della centrale idroelettrica di Irkutsk (Иркутская ГЭС), l'area dell'isola era di 3,7 km².